# Còmic digital

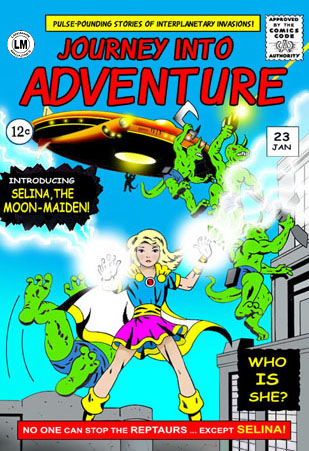

Un còmic digital o còmic web (conegut popularment com a webcòmic) és un còmic disponible per a la seva lectura a Internet. Molts còmics digitals són publicats únicament a la web, mentre que altres es publiquen en paper, mantenint un arxiu a Internet per raons comercials o artístiques.
El còmic digital també se sol denominar e-còmic, tot i que e-còmic és realment el nom usat per a referir-se a les historietes que són realitzades específicament en paper, per a la seva venda o distribució; i que són transformades a format digital per a ser llegides en un PC o similar.
El còmic digital pròpiament dit és un còmic realitzat amb la finalitat d'obtenir directament una edició digital, per a PC o similar, i fins i tot mòbil; en el qual normalment es presenta la seva lectura a través d'una pàgina web. El primer d'ells va ser Where the Buffalos Roam (1992) de Hans Bjordhal que consisteix en tires originalment fetes per a paper digitalitzades. Amb el temps els artistes han experimentat nous formats específics de l'espai virtual (com l'infinite canvas, ‘llenç infinit’) o han recorregut directament a la tauleta gràfica, però els escans segueixen sent la norma.
De la mateixa manera, tot i que hi ha una gran quantitat de formats, el més reeixit de tots és la clàssica tira còmica, sent el costumista el gènere preferit tot i que també hi ha sèries d'aventures i còmics experimentals, incloent gèneres propis del mitjà, com els sprite còmics. Per altra banda, degut a la particularitat del mitjà en el que es publiquen, els còmics digitals que tracten sobre noves tecnologies, lleure electrònic i similars, gaudeixen d'una especial sinergia. En aquest aspecte, no és infreqüent l'ús de còmics digitals de gran difusió per empreses del sector per a promocionar els seus productes, convidant als seus responsables a fires i demostracions com si es tractés de membres de la premsa o directament contractant els seus serveis per a tenir contingut exclusiu del còmic digital per a oferir als seus clients/usuaris.

A diferència dels còmic impresos poden incorporar animacions Adobe Flash, amb música i sons, afirmant-se que 
| « | Si es pot aturar a llegir la pàgina, si el component de temps el controla l'usuari, és un còmic. Si hi ha quelcom que fa que avanci automàticament, deixaria de ser un còmic. Seria una animació. | » |

## Història
Els còmics digitals van començar a aparèixer en la primera mitat dels anys noranta, tot i que va ser durant els últims anys de la dècada quan el nombre i la importància dels mateixos va començar a créixer de forma dràstica. Així, entre 1992 i 2000 van aparèixer obres de gran èxit, com les següents:
- Sluggy Freelance
- User Friendly
- PvP
- Penny Arcade
- Sexy Losers
- Bob and George
- Freefall

Aquests còmics digitals es van fer especialment populars després que Scott McCloud publiqués el llibre La revolució dels còmics a l'agost de 2000. Des d'aquesta data, s'ha experimentat un creixement molt fort dels còmics digitals de parla anglesa, amb l'aparició de publicacions com Megatokyo, 8 bit Theater, VGCats, Ctrl+Alt+Del i Sparkling Generation Valkyrie Yuuki, entre d'altres.
Entre el públic estatunidenc en particular, el fenomen del còmic digital és tan poderós que molts autors, tot i que segueixen publicant les seves obres de franc a la xarxa, són capaços de guanyar-se la vida exclusivament gràcies als seus còmics digitals, principalment mitjançant ingressos de publicitat i merchandising. Molts dels citats anteriorment es poden englobar en aquesta categoria, tot i que el cas més famós és probablement els de Penny Arcade, autors del qual (Mike Krahulik y Jerry Holkins) porten uns quants anys vivint de la seva pàgina web, de la que ells mateixos van dir al març de 2006 que rebia uns dos milions de visites diàries . El fenomen Penny Arcade arriba al punt que fins i tot els seus autors duen a terme cada any una fira de videojocs anomenada PAX comparable a la E3, a més d'una campanya de caritat, també anual, anomenada Child's Play que només el 2006 va recaptar més d'un milió de dòlars en material i donacions per a hospitals de tot el planeta .
L'èxit de la distribució lliure per part d'autors, tant amateurs com professionals, ha donat peu a la creació de noves eines a Internet que faciliten la publicació de còmics digitals per part de qualsevol, amb plataformes com ComicGenesis, Webcomics Nation o inclús sistemes de weblog com BlogSpot sent alguns exemples de les més utilitzades.
A Corea del Sud del segle XXI va aparèixer, es va definir i es va popularitzar convertint-se en model principal el tipus de còmic digital caracteritzat per la verticalitat i la possibilitat d'aplicació transmèdia: el webtoon. El webtoon es convertí en el diferenciador respecte les altres tradicions geogràfiques del còmic en general. Els còmics digitals d'altres països romangueren principalment imitadores del model del còmic imprès dividit en pàgines.